# Loveable (Film)
Loveable (Originaltitel Elskling, norw. für „Schatz“) ist ein Filmdrama und das Spielfilmdebüt von Lilja Ingolfsdottir. Das Beziehungsdrama handelt von einer 40-jährigen Mutter von vier Kindern, gespielt von Helga Guren, die mit sich selbst klarkommen muss, als ihr Ehemann, gespielt von Oddgeir Thune, ihr erklärt, er wolle sich scheiden lassen. Der Film feierte Anfang Juli 2024 beim Internationalen Filmfestival Karlovy Vary seine Premiere und wurde hier fünffach ausgezeichnet, unter anderem mit dem Sonderpreis der Jury. Im Oktober 2024 kam der Film in die norwegischen Kinos.

## Handlung
Maria und Sigmund sind seit sieben Jahren ein Paar. Anfänglich schien alles perfekt. Sie haben sich ein gemeinsames Leben mit insgesamt vier Kindern aufgebaut. Zwei eigene Kinder hat Maria aus einer anderen Beziehung mitgebracht, zwei weitere wurden geboren, nachdem sie Sigmund geheiratet hat. Als Sigmund ihr mitteilt, er wolle sich scheiden lassen, versucht Maria nicht aufzugeben, sondern herauszufinden, wer sie wirklich ist und was sie tun muss, um ihr Zukunft glücklich zu gestalten.
Maria zieht aus der Wohnung, versucht, Beziehungen wieder aufzubauen und ihrem neuen Leben als alleinerziehende Mutter einen Sinn zu geben.

## Produktion

### Filmstab, Besetzung und Dreharbeiten

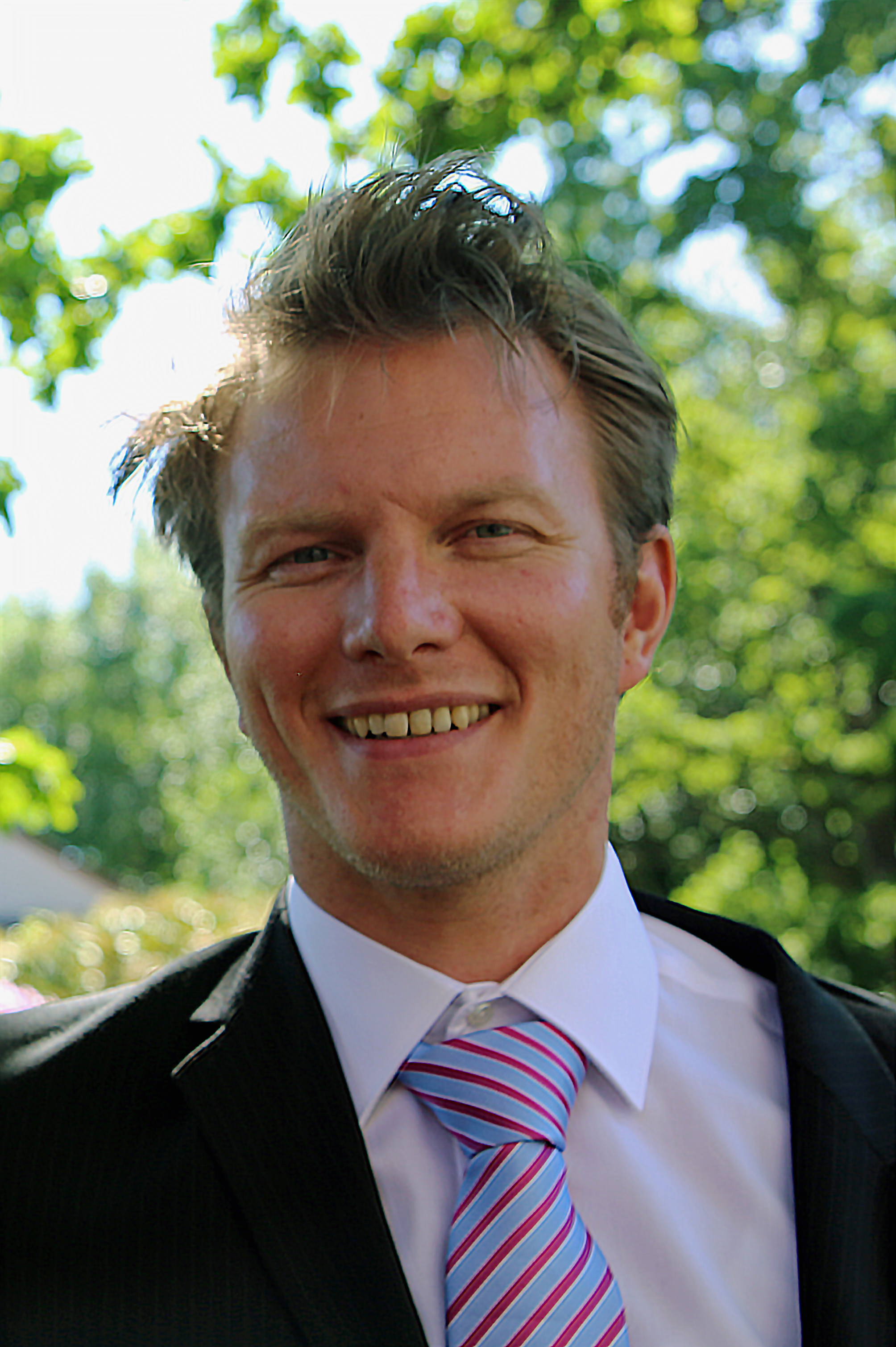
Oddgeir Thune spielt Sigmund

Regie führte Lilja Ingolfsdottir. Zuvor drehte sie sieben Kurzfilme. Loveable ist ihr Debütspielfilm. 
Helga Guren spielt Maria und Oddgeir Thune ihren zweiten Ehemann Sigmund. Zuletzt standen sie gemeinsam für die Fernsehserie Weihnachten zu Hause vor der Kamera. Maja Tothammer-Hruza spielt ihre älteste Tochter Alma und Heidi Gjermundsen Marias Therapeutin. In weiteren Rollen sind Elisabeth Sand als Marias Mutter, Marte Magnusdotter Solem als ihre Freundin und Kyrre Haugen Sydness als ihr Exehemann zu sehen.
Kameramann Øystein Mamen drehte zuletzt seinen Dokumentarfilm Straff und war zuvor für Dokumentarfilme wie Barndom und Selvportrett und das Schuldrama Barn von Dag Johan Haugerud tätig. Für seine Arbeit an dem Film The Rules for Everything von Kim Hiorthøy wurde Mamen 2017 mit der Amanda ausgezeichnet.

### Veröffentlichung
Der Film wurde ab dem 2. Juli 2024 beim Internationalen Filmfestival Karlovy Vary vorgestellt. Im August 2024 wurde er im Rahmen des Den norske filmfestivalen in Haugesund erstmals in Norwegen gezeigt. Ende September 2024 eröffnete er das Reykjavik International Film Festival. Am 11. Oktober 2024 kam er in die norwegischen Kinos. Ebenfalls im Oktober 2024 wurde er beim Hamptons International Film Festival gezeigt und hiernach beim Leiden International Filmfestival. Im November 2024 wurde er beim Leeds International Film Festival gezeigt. Im Januar 2025 wurde der Film beim Tromsø International Film Festival vorgestellt. Im April 2025 sind Vorstellungen beim Miami Film Festival geplant. Ende April, Anfang Mai 2025 wird er bei Crossing Europe gezeigt. Für den internationalen Vertrieb des Films ist TrustNordisk verantwortlich.

## Auszeichnungen
Amanda
- 2025: Auszeichnung für Lilja Ingolfsdottir in den Kategorien „Bestes Drehbuch“ und „Beste Regie“
- 2025: Auszeichnung als „Bester norwegischer Film“
- 2025: Auszeichnung für Helga Guren in der Kategorie „Beste Hauptrolle“

Cork International Film Festival 2024
- Nominierung im Wettbewerb „Spirit of the Festival“[15]

Den norske filmfestivalen 2024
- Nominierung im Hauptwettbewerb[16]

Edda 2025
- Auszeichnung als Bester ausländischer Film des Jahres[17]

Internationales Filmfestival Karlovy Vary 2024
- Auszeichnung mit dem Sonderpreis der Jury
- Auszeichnung als Beste Schauspielerin (Helga Guren)
- Auszeichnung mit dem Preis der Ökumenischen Jury
- Auszeichnung mit dem Europa Cinema Label Award
- Auszeichnung mit dem FIPRESCI-Preis im Wettbewerb für den Kristall-Globus[18]

Leeds International Film Festival 2024
- Nominierung im Constellation Feature Competition[19]

Leiden International Filmfestival 2024
- Nominierung im First Feature Competition[20]

Les Arcs Film Festival 2024
- Auszeichnung mit dem Jury Grand Prize (Lilja Ingolfsdottir)
- Auszeichnung mit dem Schauspielpreis (Helga Guren)[21]

Miami Film Festival 2025
- Nominierung für den Jordan Ressler First Feature Award[12]